# Salvador Llobet i Reverter
Salvador Llobet i Reverter (Granollers, 18 de noviembre de 1908 - Granollers, 23 de marzo de 1991) fue un geógrafo español.
Doctor en Geografía, fue autor de numerosos libros y publicaciones, cofundador el 1928 de la Agrupación Excursionista de Granollers, creador de la Editorial Alpina, profesor del Departamento de Geografía de la Universidad de Barcelona y presidente de la Sociedad Catalana de Geografía entre 1982 y 1985. 
Su origen fue humilde, hijo de labradores de Granollers. No logró el bachillerato hasta los 27 años. Se licenció en geografía en la Universidad del Zaragoza el 1940 y se doctoró en la Universidad de Madrid el 1944 con su tesis El medio y la vida en el Montseny. Fue el introductor de la Geografía Regional en Cataluña.

## Obras
- La casa en Andorra (1945)
- El medio y la vida en Andorra : estudio geográfico (1947)
- El medio y la vida en el Montseny (1947)